# ارتم پرووژچیکوف
ارتم پرووژچیکوف (اوکراینی: Перевозчиков Артём Николаевич؛ زادهٔ ۲۱ اکتبر ۱۹۸۰) بازیکن فوتبال اهل اوکراین است.